# Owadno
Owadno (ukr. Овадне) – wieś położona na Ukrainie, w rejonie włodzimierskim, w obwodzie wołyńskim, w 2001 r. liczyła 1250 mieszkańców.
Znajduje się tu stacja kolejowa Owadno, położona na linii Lwów – Sapieżanka – Kowel.

## Historia
Pierwsza pisemna wzmianka o wsi pochodzi z 1545 roku. We wrześniu 1939 r. do wsi wkroczyły oddziały Armii Czerwonej. Po II wojnie światowej wieś weszła w struktury administracyjne Związku Radzieckiego.